# 47 rōnin

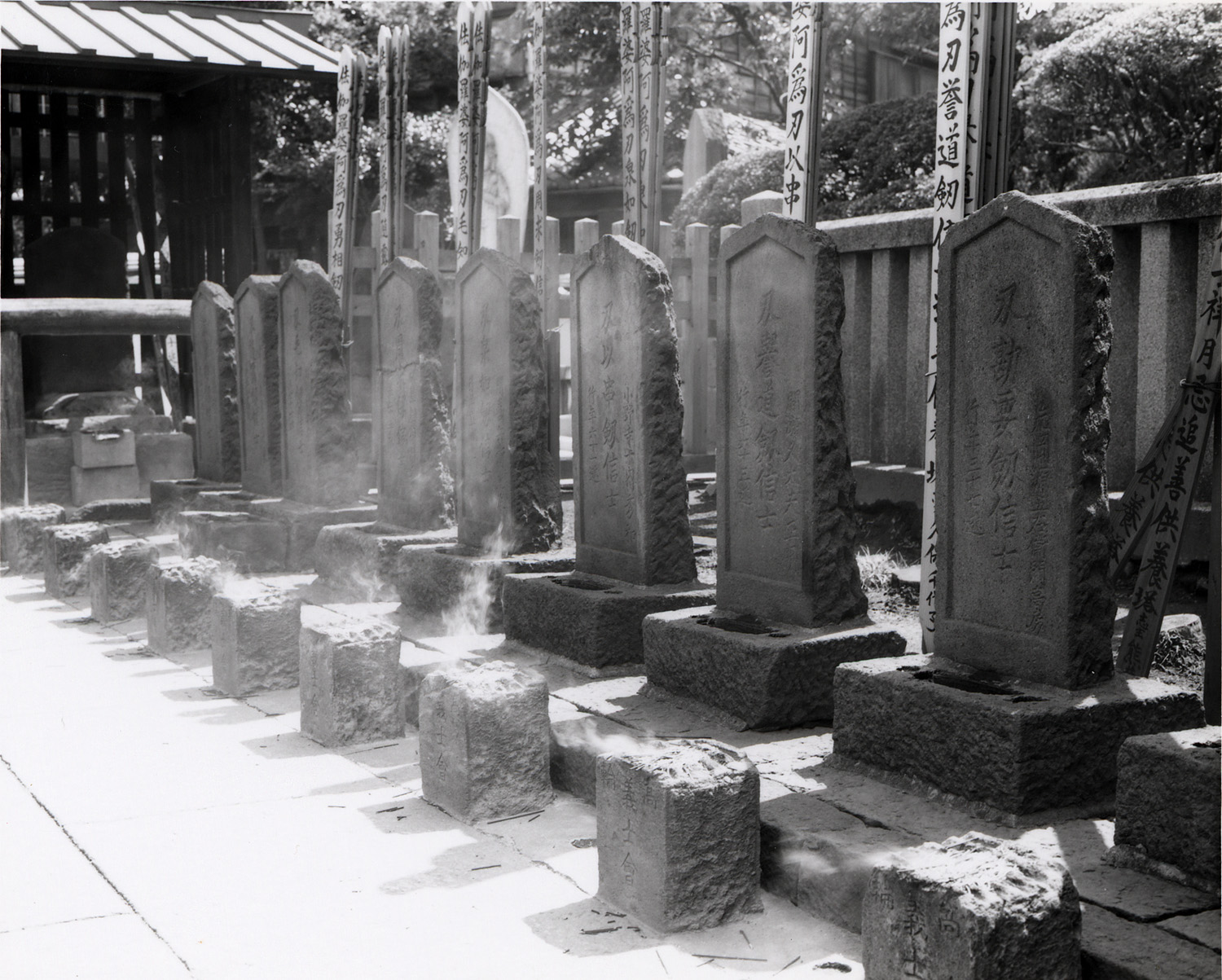
Làpides dels 47 rōnin

La llegenda dels 47 rōnin (四十七士, Shi-ju Shichi-shi, Yon-ju Nana-shi), l'incident d'Ako (赤穂浪士, Ako Roshi), l'accident de Genroku Ako (元禄赤穂事件, Genroku ako jikeno) o la llegenda dels 47 samurais, és una història japonesa, considerada com a llegenda nacional en aquest país per diversos estudiosos. Aquest esdeveniment es desenvolupà aproximadament entre 1701 i 1703 i és la llegenda més famosa de codi d'honor samurai: el bushido.
Diu la història que un grup de samurais (exactament 47) es van veure obligats a convertir-se en rōnin (浪人, ronin) (samurai sense senyor) d'acord amb el codi d'honor del samurai, després que el seu dàimio (senyor feudal) es veiés obligat a cometre el seppuku (ritual per a suïcidar-se), per haver agredit un alt funcionari judicial anomenat Kira Yoshinaka, en una seu de govern. Els ronin van idear un pla per venjar el seu dàimio, el qual consistia a assassinar Kira Yoshinaka i tota la seva família. Els 47 ronin van esperar aproximadament un any i mig per no despertar sospites entre la justícia japonesa. Després de l'assassinat de Kira es van lliurar a la justícia, i van ser sentenciats a cometre seppuku. Aquesta llegendària història es va fer molt popular en la cultura del Japó, perquè mostra la lleialtat, sacrifici, persistència i l'honor que les bones persones han de preservar en la seva vida diària. La popularitat de la quasi mítica història va augmentar per la ràpida modernització en l'era Meiji al Japó, quan moltes persones en aquell país anhelaven un retorn a les seves arrels culturals.

## La història dels quaranta-set rōnin

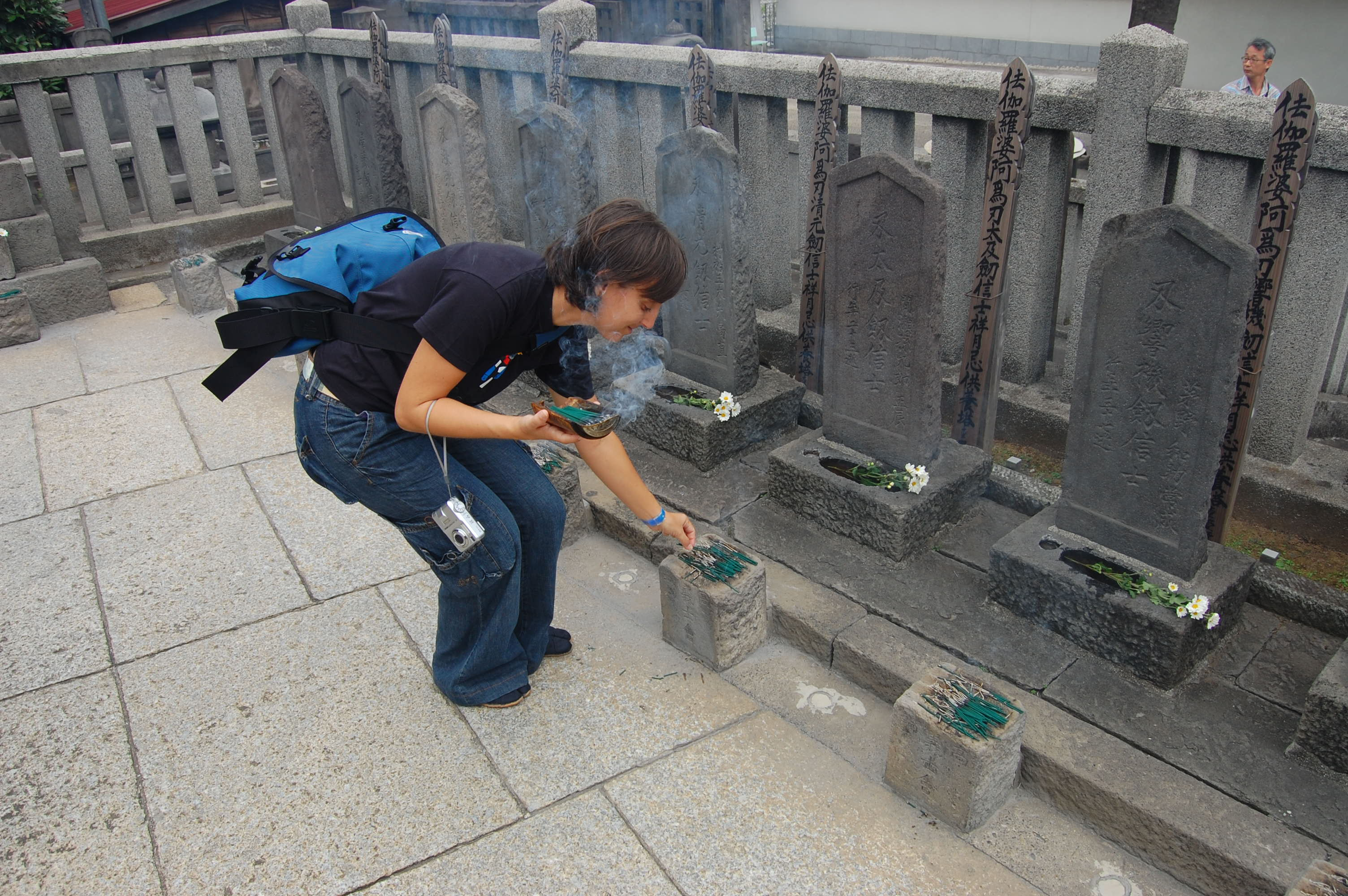
Els japonesos honren cada any les làpides dels rōnin amb encens

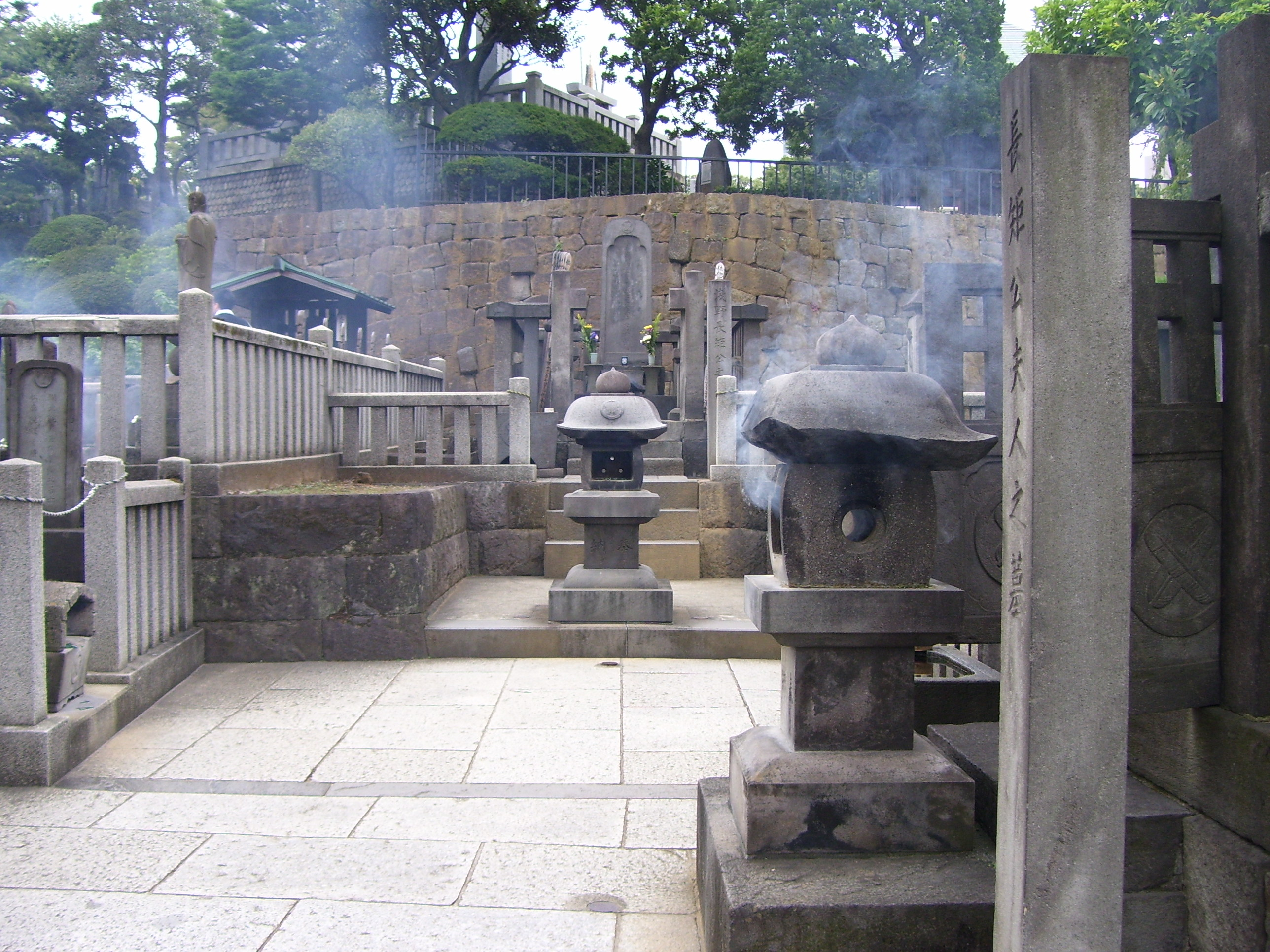
Làpides dels rōnin en l'actualitat

Aquests noms no són ficticis, i se sap que alguna cosa que va succeir realment a Genroku. Durant molts anys, la versió dels fets va ser narrada per Tales of Old Japan i es van considerar autèntics. La seqüència dels esdeveniments i els personatges d'aquesta narració es van donar a conèixer àmpliament en Occident.
Tales of Old Japan va convidar els lectors a construir la història dels quaranta-set rōnin d'una manera històricament precisa, i Tales of Old Japan al llarg de la història ha estat considerat un estàndard de treball; això no obstant, alguns dels seus detalls més precisos estan qüestionats. Fins i tot amb possibles defectes, el treball de Tales of Old Japan continua sent el punt de partida per a realitzar-ne un estudi més a fons.
La història dels 47 ronin és una de les històries més celebrades sobre els samurais, sobretot perquè va ocórrer en un temps en què la classe samurai lluitava per tenir un sentit en si mateixa, ja que eren guerrers sense batalles a les quals atendre, una classe social sense funció.

### Gènesi d'una tragèdia
Amb els ensenyaments de Yamaga Soko, un teòric influent que va escriure un nombre d'importants treballs sobre l'esperit guerrer i el que significava per als samurais, els seus escrits van inspirar un cert Oishi Kuranosuke Yoshio, un samurai i servidor d'Asano Takumi No Kami Naganori, que governava una branca poderosa de la seva família.

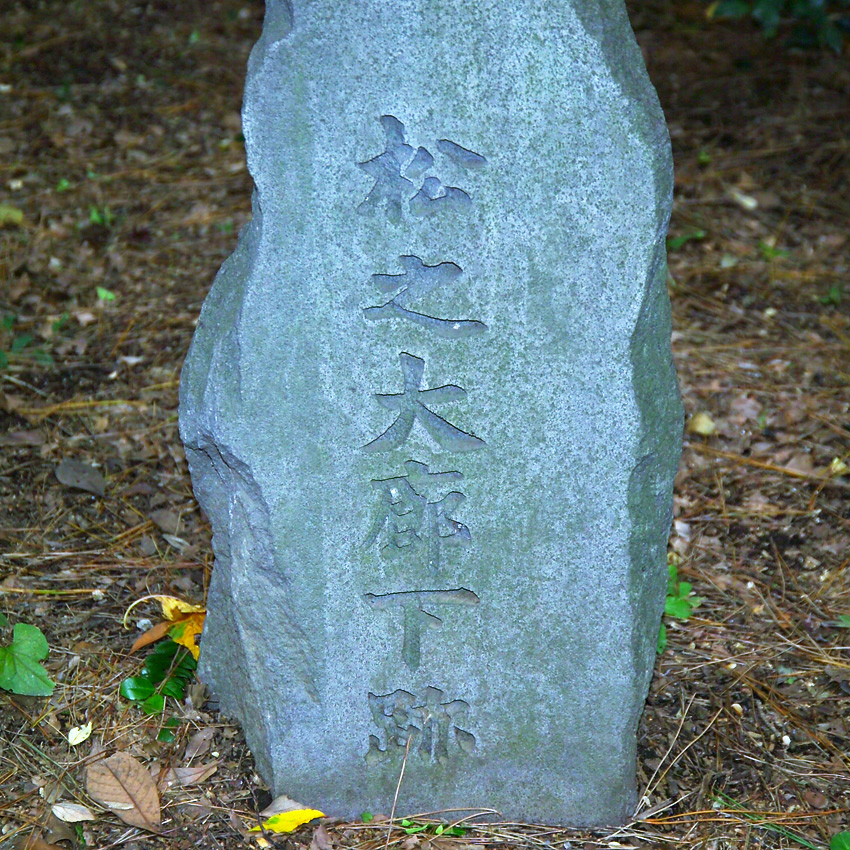
Matsu no Ōrōka, el corredor dels Pins, en el castell d'Edo, on van atacar Asano Kira

Va succeir que Asano va ser escollit pel shōgun Tokugawa Tsunayoshi per ser un dels daimyō i el seu deure era el d'entretenir els enviats de la família imperial. Per ajudar-lo en el seu nou deure, el mestre de protocol de major rang en el bakufu, Kira Kozukenosuke Yoshinaka, va ser assignat per a instruir-lo en assumptes d'etiqueta. Kira, pel que sembla, tenia un caràcter difícil i esperava que Asano el compensés amb una gran suma de diners pel seu "problema", que Asano considerava simplement com el deure. Ambdós s'enfadaren mútuament, i Kira intentava per tots els mitjans d'humiliar el seu deixeble. Finalment, la situació va explotar en el palau del shōgun; Kira va insultar Asano una vegada més i aquest, enfurit, va desembeinar la seva nihont i la feu servir contra ell. Kira només va resultar lleugerament ferit i Asano va ser ràpidament arrestat.
Atacar un altre amb fúria anava contra la llei; fer-ho en el palau del shōgun era impensable. Asano va fer poc d'esforç per defensar-se durant l'interrogatori, excepte el fet de dir que no guardava rancor al seu mestre i que només lamentava no haver-lo matat.
Després que els o-metsuke acabessin la seva investigació sobre l'assumpte, el shōgun va emetre una sentència de mort contra Asano, ordenant-li cometre el suïcidi. El shogun va decretar que els seus ingressos de 50.000 koku s'havien de confiscar i que el seu germà Daigaku havia de posat sota arrest domiciliari.

### Venjança dels rōnin

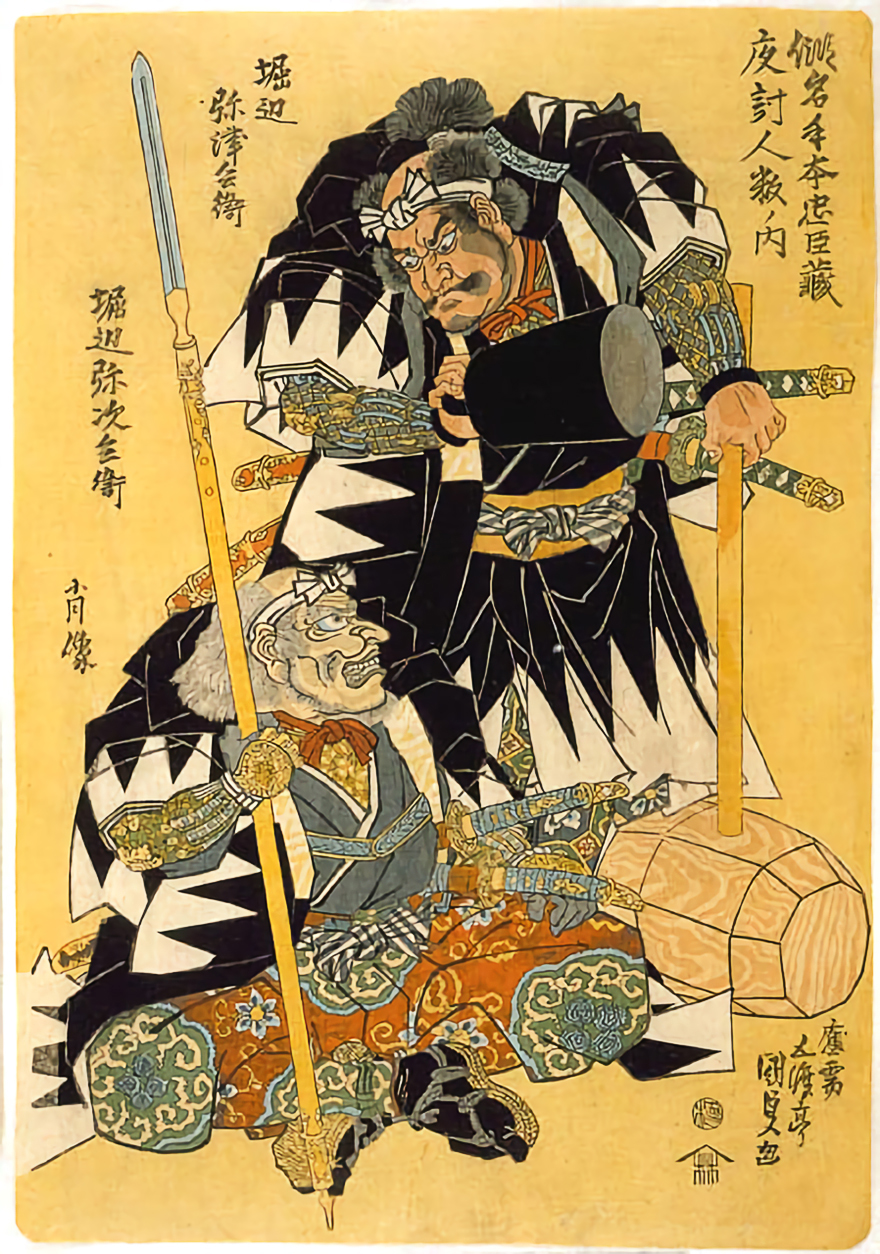
Dos dels quaranta-set rōnin: Horibe Yahei i el seu fill adoptiu, Horibe Yasubei

Quan les notícies del desafortunat fet van arribar al castell d'Asano, els seus servidors es van alterar i van discutir acaloradament sobre el que havien fer. Tots ells es van reunir per discutir la venjança de l'assassinat del seu mestre per Kira, malgrat que sabien que serien severament castigats per això. Malgrat tot, els ara ronin van fer un jurament secret per venjar la mort del seu mestre. Uns van proposar renunciar-hi i convertir-se en rōnin, mentre que uns altres desitjaven defensar el castell i enfrontar-se al govern. Oishi Kuranosuke va suggerir abandonar el castell en pau i barallar-se per la família Asano mentre que al mateix temps preparaven la venjança contra Kira, i aquesta opinió hi va prevaler.
Una banda de servidors d'Asano, ara rōnin, van planejar un acurat pla per a la venjança. Kira, esperant represàlies, va incrementar la seva guàrdia personal. El pla d'Ōishi era esperar que la seva presa es confiés amb el temps, mentre ell esperava el moment just. Per a aquest fi, els rōnin van amagar moltes armes i armadures en diversos llocs, prenent treballs menors; uns altres, com el mateix Ōishi, van deixar de preocupar-se pel seu futur.
No obstant això, Kira estava ben vigilat, i la seva residència s'havia fortificat, per evitar un esdeveniment d'aquest tipus. Ells van veure que haurien de posar-lo "fora de la seva guàrdia" perquè poguessin tenir èxit. Per fer callar les sospites de Kira i altres autoritats, es van dispersar i es van convertir en comerciants i monjos.
Ōishi va assumir la residència de Kyoto, i va començar a freqüentar els bordells i tavernes, amb l'únic objectiu de la venjança, fins i tot va abandonar la seva esposa, se'n va divorciar a l'acte, i la va enviar lluny amb els seus dos nens més petits. En el lloc de la seva esposa, va comprar una bonica i jove concubina. Malgrat això, Kira encara temia un parany, i va enviar espies per observar els antics servents d'Asano.
Un dia, Ōishi va tornar borratxo, tant que va caure al carrer adormit, i tots els que hi passaven se'n reien. Un home de Satsuma, passant per aquell camí, es va enfurir per aquest comportament per part d'un antic samurai, tant per la seva falta de valor per venjar el seu mestre, com pel seu comportament actual. L'home de Satsuma el va insultar i va abusar d'ell, i li donà puntades de peu a la cara (tocar el rostre d'un samurai era un gran insult), i va escopir sobre ell.
Els espies de Kira van informar que els servents d'Asano eren tots uns mals samurais, sense valor per a venjar el seu mestre, i havien esdevingut inofensius; Kira va arribar a la conclusió que estava a resguard dels servents d'Asano i després va deixar d'estar alerta i va relaxar els seus guàrdies.
La resta dels fidels vassalls ara foren reunits a Edo i, en el seu paper de treballadors i comerciants, van aconseguir accedir a la casa de Kira, familiaritzar-se amb el disseny de la casa, i el caràcter de tots els de dins. Un dels retenidors (Kinemon Kanehide Okano) va arribar a casar-se amb la filla del constructor de la casa, per obtenir-ne els plànols. De tot això, es va informar Ōishi. Uns altres es van reunir en secret i van aconseguir armes i van ser transportades a Edo.

### L'atac

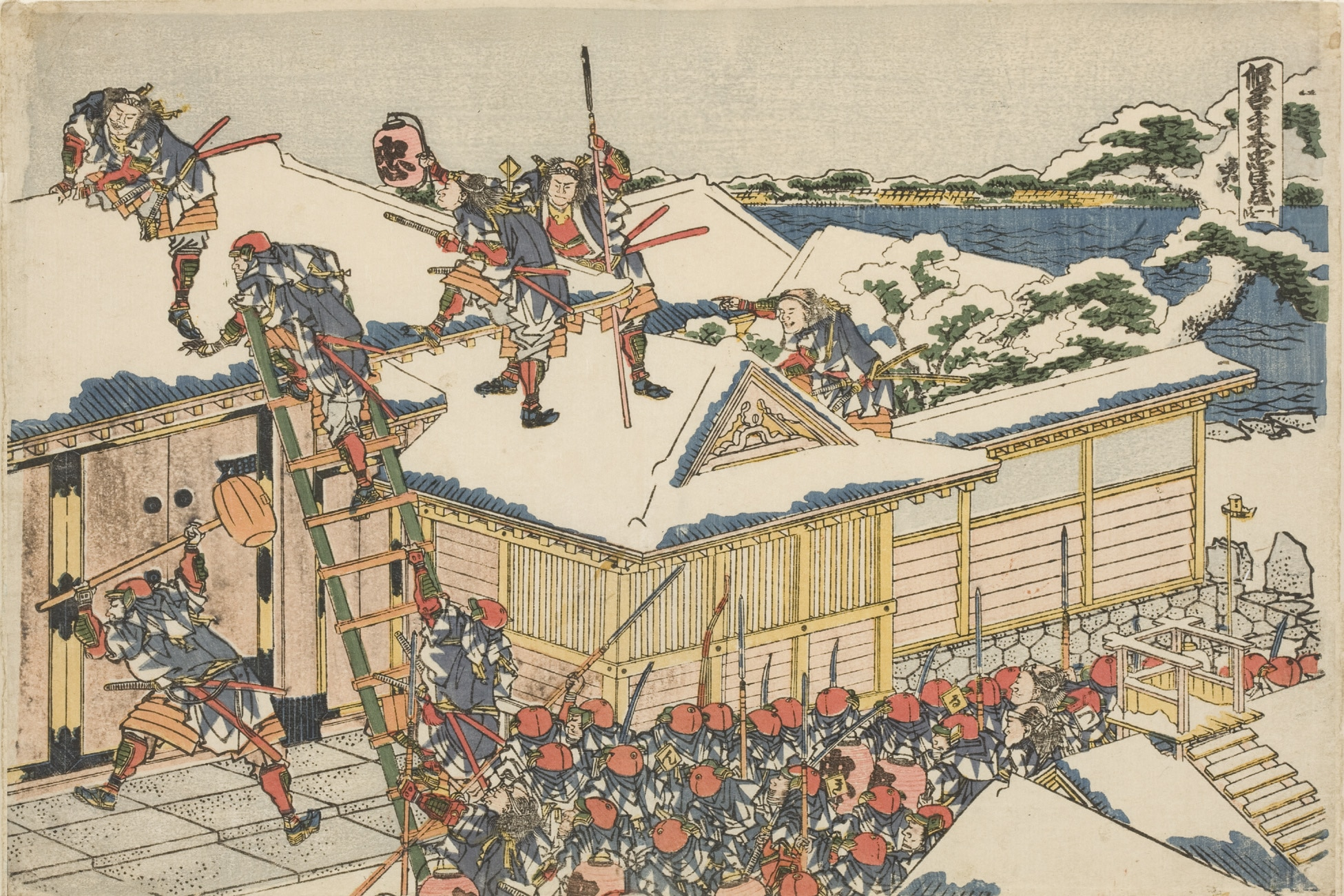
Atac ronin a la mansió de Kira, entrant per la façana principal

No cal dir que Kira no va dubtar de la seva situació de perill i en un any va baixar la guàrdia. Va ser en aquest punt que els rōnin el van atacar. Quaranta-set d'ells es van reunir el catorzè dia del dotzè mes de 1702 i després d'armar-se, van començar amb la seva venjança aquesta mateixa nit. Una vegada en la mansió de Kira a Edo, es van dividir en dos grups, l'un va atacar per l'avantguarda i un altre per la rereguarda. Molts dels homes de Kira van ser ferits o assassinats o van ser presos per sorpresa, però van oposar bona resistència (un dels ronin va morir aquí). Kira va ser trobat fora de la casa i presentat davant Ōishi, que li va donar l'oportunitat de cometre seppuku. Com no va respondre, Oishi el va decapitar amb la mateixa daga amb què Asano s'havia infligit seppuku. El cap va ser posat en un poal i va ser portat al Sengakuji, on estava enterrat Asano. Després de presentar el sagnant trofeu a l'esperit del seu amo, es van lliurar a la justícia.

### Les seqüeles
700 soldats van anar per ells a Sengakuji; el senyor Sengoku els va tractar molt bé, els va alimentar i els va donar un lloc on descansar. Araki li va comentar després d'uns dies a Ōishi: “la gent està al teu favor, per això s'ha retardat la seva sentència. El shōgun està assabentat que van obeir i que no s'havien comportat com a criminals comuns, fins i tot hi ha un kabuki de vostès. Ja són herois famosos”. El 4 de febrer de 1703, després de 47 dies, va arribar la seva sentència: Se'ls concedia el gran honor de morir per seppuku (ritual de suïcidi amb honor) i no morir com a criminals. Ōishi va avisar que ho farien per graus i va demanar que el seu fill Chisaka en fos el primer. Els 46 rōnin que van morir per seppuku estan enterrats junts a Sengakuji. Terasaka Kichiemon va ser perdonat i després soterrat al costat de Sanpei Rayano, que va cometre seppuku, ja que no li va ser permès per la seva família participar en la revenja. A l'entrada del temple, es troba una estàtua d'Oishi i els 47 noms dels guerrers.
L'assassinat de Kira va posar al govern en una difícil situació. Després de tot, els supervivents que ara esperaven el seu destí havien viscut sota els estàndards de lleialtat esperats d'un veritable samurai i els ideals promulgats per homes com Yamaga Soko. 

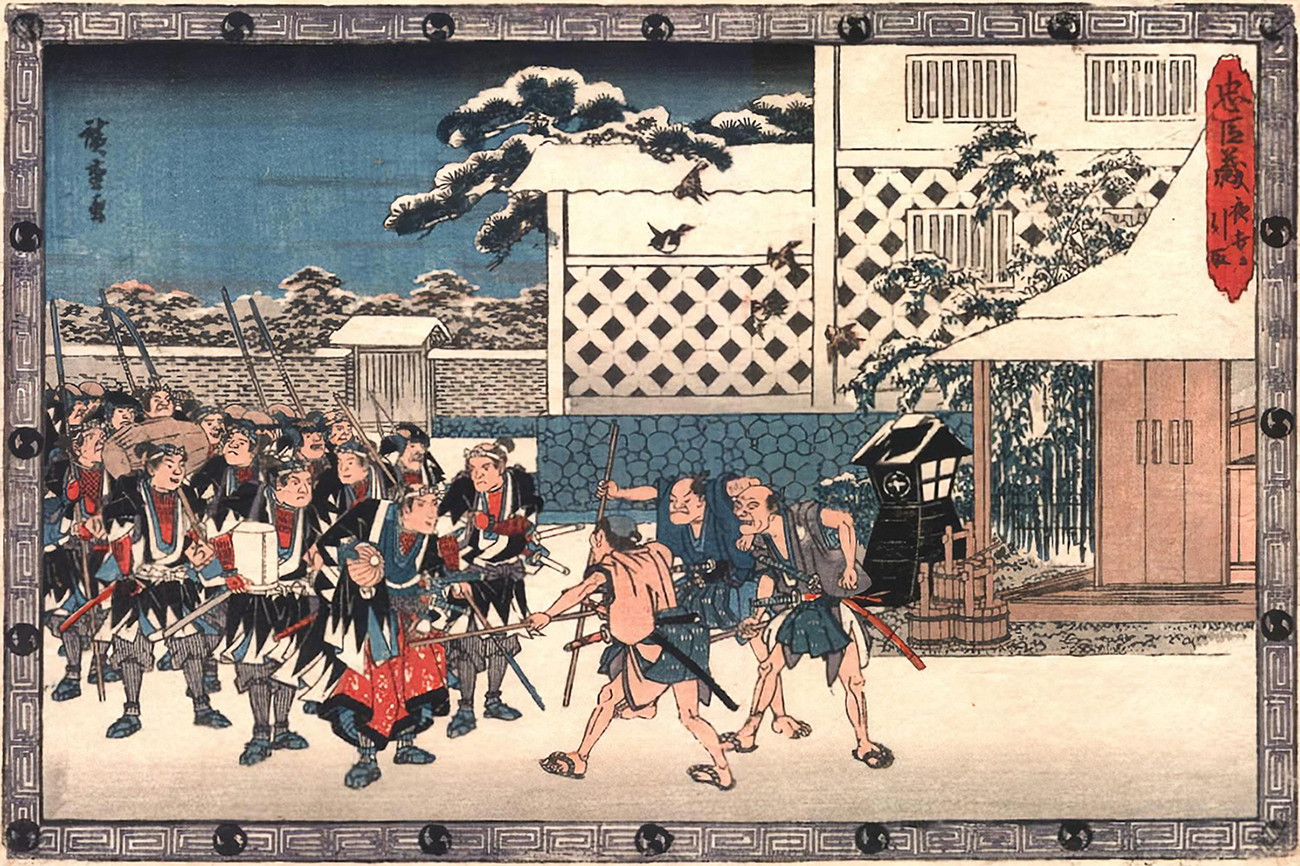
En el retorn a Sengaku-ji, els rōnin es van detenir al carrer, ja que van ser convidats a un refrigeri

 Addicionalment, la decisió d'ordenar el seppuku d'Asano i confiscar els seus béns sense prendre accions contra Kira no va ser popular (almenys un dels o-metsuke va ser destituït per protestar contra el veredicte). No obstant això, el bakufu va decidir que mantenir l'ordre era el més important, i així els rōnin van ser sentenciats a cometre seppuku, a suggeriment del famós erudit confucianista Ogyu Sorai. Els rōnin van ser custodiats en grups de quatre per diferents daimyō, però quan van morir, van ser enterrats junts a Sengakuji. Es diu que el samurai de Satsuma que va escopir a Oishi va venir al temple i també va cometre seppuku per esmenar els seus errors.
La venjança dels 47 rōnin va continuar escampant controvèrsia durant el període Edo. Uns opinaven que havien esperat massa per revenjar-se, perquè Kira corria el risc de morir (tenia 60 anys) i els seus esforços serien vans; aquesta era la visió de Yamamoto Tsunetomo, l'autor de l'Hagakure. L'erudit confucianista Sato Naotaka els va criticar per la seva actuació, ja que la sentència del shōgun havia de solucionar l'assumpte. Ell estava d'acord amb Yamamoto que havien de cometre seppuku a Sengakuji una vegada consumada la venjança, ja que com no ho van fer, van obrir una finestra al perdó i continuaren vivint, un fet deshonrós, pel que fa als seus crims. També va reservar les més dures paraules per a Kira, a qui va anomenar covard perquè la seva precipitació en l'assumpte havia causat moltes morts.
Uns altres no compartien tal visió. Asami Yasuda els va defensar i Chikamatsu va escriure una favorable obra de teatre que va esdevenir un clàssic. Al final, els 47 rōnin es van convertir en llegenda; el Sengakuji és un lloc molt visitat encara i un lloc per a admiradors moderns del que va ser un dels millors exemples de lleialtat samurai que va emergir en el període Edo.

## Els 47 rōnin en l'actualitat

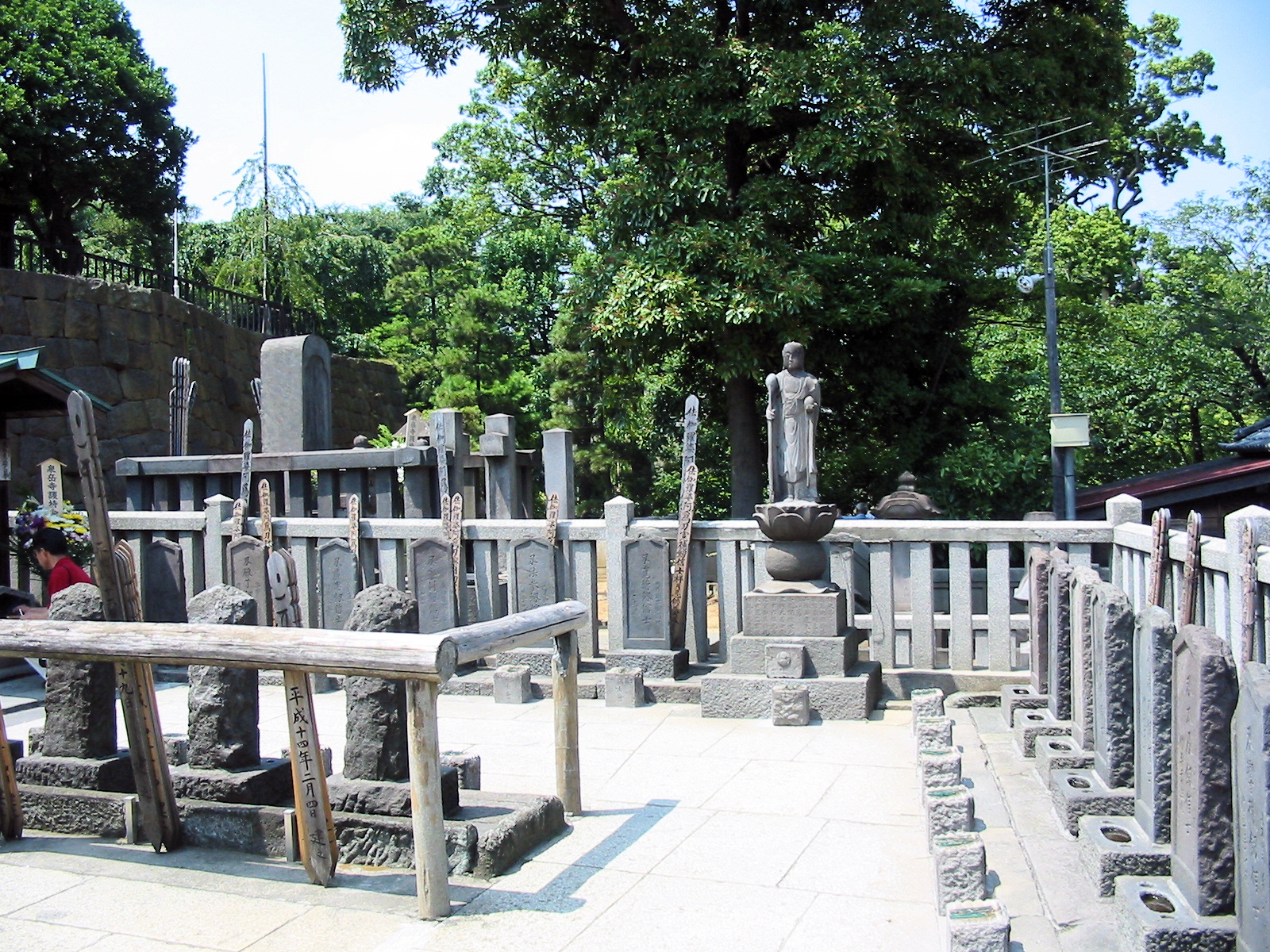
Les làpides en l'actualitat

A Sengaku-ji es troben les tombes dels 46 rōnin condemnats al seppuku i dos més en memòria de Terasaka Kichiemon i Kayano Sanpei. Kayano desitjava fortament prendre part en la venjança, però va cometre seppuku abans de l'atac a causa de la forta oposició de la seva família.
La venjança dels Ako Gishi ha estat representada en diverses pel·lícules –per exemple, Genroku Chūshingura de Kenji Mizoguchi–, i és ara comunament coneguda com a Chu-shin-gura ('La història dels lleials samurais'). Aquesta és una història popular que encara toca el cor dels japonesos després de 300 anys. La cavallerositat dels servents fidels, i els temes de Gi ('justícia') i Chu ('lleialtat') estan encara altament considerats pels japonesos.
Avui dia es poden visitar les tombes d'Asano i dels 47 rōnin al temple Sengaku, a Tòquio, on els japonesos continuen venerant la seva memòria, posant-los encens i celebrant un festival en l'aniversari de la seva mort.